# Markus Boysen
Markus Boysen (* 3. September 1954 in Hannover) ist ein deutscher Schauspieler.

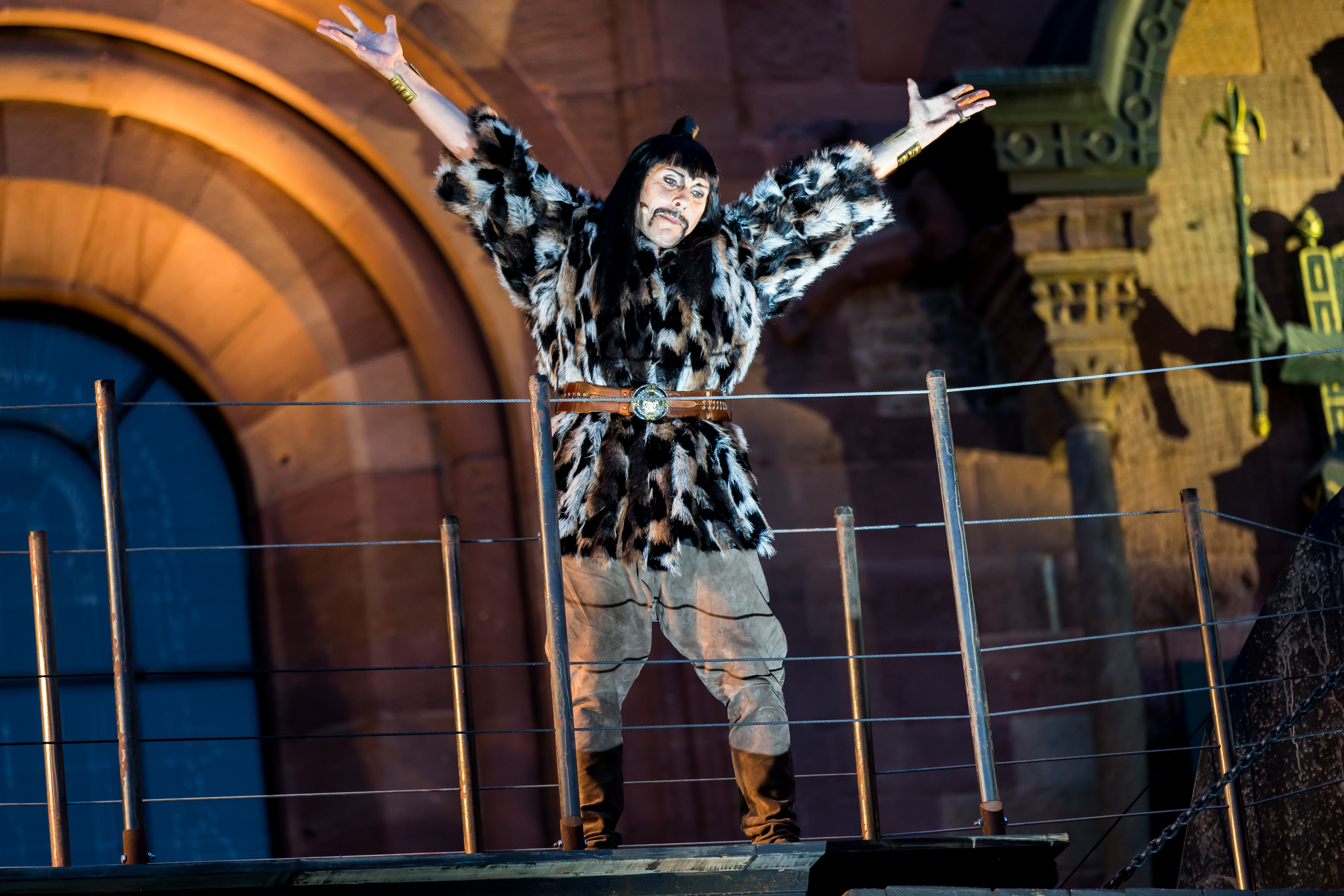
Markus Boysen als Etzel bei den Nibelungenfestspielen in Worms 2015

## Leben
Markus Boysen ist der Sohn des Theaterschauspielers Rolf Boysen und Bruder des Regisseurs und Bühnenbildners Peer Boysen. Er erhielt seine Schauspielausbildung an der Hochschule für Musik und Darstellende Kunst in Hamburg. Seine erste Fernsehrolle übernahm er 1976 in Wolfgang Petersens legendärer Tatort-Folge Reifezeugnis, wo er das von Nastassja Kinski erschlagene Tatopfer spielte.
Sein Debüt am Theater gab er an den Münchner Kammerspielen als Mikkey Maloy in Eugene O’Neills Fast ein Poet. Bis 1984 gehörte er zum Ensemble der Münchner Kammerspiele und spielte unter anderem 1981/82 die Titelrolle in Torquato Tasso, bevor er an das Deutsche Schauspielhaus Hamburg wechselte.
Boysen wirkt vor allem als Theaterschauspieler und stand unter anderem noch auf folgenden Bühnen: Schauspielhaus Bochum, Schauspiel Frankfurt, Schauspielhaus Düsseldorf, Deutsches Theater Berlin, Bayerisches Staatsschauspiel München, Burgtheater Wien, Thalia Theater Hamburg. Zudem stand er immer wieder in Fernsehserien wie Derrick, Der Alte, Kanzleramt und Tatort vor der Kamera, verkörperte aber auch Rollen in Fernseh- und Spielfilmen.
Seit seinem aufsehenerregenden Fernsehdebüt als Fiesling in Reifezeugnis ist er dieser Rolle weitgehend treu geblieben und spielt vorwiegend kriminelle Firmenchefs, eiskalte Manager, arrogante Anwälte, Werwölfe usw.

## Filmografie
- 1977: Tatort – Reifezeugnis
- 1977: Sonderdezernat K1 – Der Blumenmörder
- 1978: Derrick – Stein’s Tochter
- 1981: Derrick – Kein Garten Eden
- 1986: Die Reise
- 1986: Der Alte – Killer gesucht
- 1987: Wer erschoss Boro? (TV-Dreiteiler)
- 1990: Wilhelm Tell
- 2003: Im Schatten der Macht
- 2004: Die Heilerin
- 2005: Mord am Meer
- 2005: Ein starkes Team – Ihr letzter Kunde
- 2005: Speer und Er
- 2005: Zwei Weihnachtshunde
- 2006: Krieg der Frauen
- 2006: Die Pferdeinsel
- 2006: Bloch (Fernsehserie) – Die Wut
- 2008: Der Alte – Sanft entschlafen
- 2008: Auftrag Schutzengel
- 2010: Tatort – Weil sie böse sind
- 2010: Wolfsfährte
- 2010: Der Alte – Folge 347: Tödliches Alibi
- 2012: Lena Fauch und die Tochter des Amokläufers
- 2012: Der Ballermann – Ein Bulle auf Mallorca
- 2012: Marie Brand und die falsche Frau
- 2013: SOKO 5113 – Die Maßnahme
- 2013: Lena Fauch – Gefährliches Schweigen
- 2014: Der Alte – Melodie des Todes
- 2016: Ku’damm 56
- 2016: Alarm für Cobra 11 – Tödlicher Profit
- 2016: Heldt – Der Kronzeuge
- 2018: Ku’damm 59
- 2018: SOKO Hamburg – Hansa Harmonia
- 2019: Stralsund – Schattenlinien (Fernsehreihe)

## Hörbücher
- 2011: Die Haischwimmerin von Heinrich Steinfest, OSTERWOLDaudio, ISBN 978-3-86952-092-6
- 2012: Reise nach Kalino von Radek Knapp, OSTERWOLDaudio, ISBN 978-3-86952-136-7
- 2013: Milano Criminale von Paolo Roversi, OSTERWOLDaudio, ISBN 978-3-86952-355-2
- 2014: 14 von Jean Echenoz, Hörbuch Hamburg, ISBN 978-3-89903-889-7
- 2014: Der Allesforscher von Heinrich Steinfest, OSTERWOLDaudio, ISBN 978-3-86952-211-1

## Hörspielrollen
- 1981: Ford Prefect in Per Anhalter ins All (BR/SWF/WDR)
- 1986: Berengar von Arundel in Der Name der Rose (BR/SWR/NDR)

## Auszeichnungen
- 2008: Rolf-Mares-Preis für seine Darstellung in Blackbird in den Hamburger Kammerspielen